# Geher-Länderkampf der Männer 1956 Dänemark – BR Deutschland
| 2. Leichtathletik-Länderkampf mit bundesdeutscher Beteiligung 1956 | 2. Leichtathletik-Länderkampf mit bundesdeutscher Beteiligung 1956 |               |
| ------------------------------------------------------------------ | ------------------------------------------------------------------ | ------------- |
|                                                                    |                                                                    |               |
| Geher-Vergleich der Männer: Dänemark – BR Deutschland              |                                                                    |               |
| Austragungsort                                                     | Odense                                                             |               |
| Wettbewerbe                                                        | 2                                                                  |               |
| Datum                                                              | 24. Juni                                                           |               |
| 1. FRG 2. DNK                                                      | 24 P 20 P                                                          |               |
| Chronik                                                            |                                                                    |               |
| ← AUT-FRG-SUI Straß'lauf (M)                                       | LUX-FRG (M) →                                                      | LUX-FRG (M) → |

Im zweiten Vergleich des Länderkampfjahres 1956 trugen die Bundesrepublik Deutschland und Dänemark ihren insgesamt vierten Geher-Länderkampf aus. Die Begegnung wurde am 24. Juni in Odense ausgetragen. Die drei vorangegangenen Aufeinandertreffen hatten Deutschlands Geher jeweils für sich entschieden.

## Wettbewerbe und Modus
Auf dem Programm standen wieder zwei Wettbewerbe. Die kürzere Distanz betrug diesmal jedoch zwanzig und nicht wie zuvor zehn Kilometer. Außerdem hatten die Geher fünfzig Kilometer zu bewältigen. Die Regeln waren dieselben wie beim letzten Mal. Von vier Startern je Land in den beiden Wettbewerben kamen die jeweils besten drei in die Wertung. Der erste Rang brachte sieben Punkte, der zweite fünf, der dritte vier usw. Der sechste Platz wurde noch mit einem Punkt belohnt.

## Ergebnis
In diesem Jahr ging es enger zu als in den vorangegangenen Aufeinandertreffen der beiden Nationen in der Sportart Gehen. Über die 20-km-Distanz gab es einen bundesdeutschen Sieg, auf der 50-km-Strecke einen dänischen. In beiden Disziplinen lag allerdings die Bundesrepublik Deutschland jeweils knapp mit zwölf zu zehn Punkten vorn, was auch im Gesamtergebnis mit 24 zu zwanzig Punkten einen bundesdeutschen Erfolg ergab.

## Legende
Kurze Übersicht zur Bedeutung der Symbolik – so üblicherweise auch in sonstigen Veröffentlichungen verwendet:
| DNF   | nicht im Ziel (did not finish) |
| k. A. | keine Angabe                   |

## Resultate

### 20-km-Gehen
| Platz | Athlet               | Land | Zeit (h) |
| ----- | -------------------- | ---- | -------- |
| 1     | Claus Biethan        | FRG  | 1:44:02  |
| 2     | Ragnvald Thunestvedt | DNK  | 1:44:41  |
| 3     | Kaj Andersen         | DNK  | 1:45:47  |
| 4     | Erich Hesmer         | FRG  | 1:45:58  |
| 5     | Viktor Siuda         | FRG  | 1:46:05  |
| 6     | Wolfgang Döring      | FRG  | 1:50:43  |
| 7     | Leif Wernblad        | DNK  | 1:58:07  |
| 8     | Ejnar Kraft          | DNK  | k. A.    |

### 50-km-Gehen
| Platz | Athlet              | Land | Zeit (h)           |
| ----- | ------------------- | ---- | ------------------ |
| 1     | Harry Kristensen    | DNK  | 4:46:51,6          |
| 2     | Walter Stoltz       | FRG  | 4:52:59,4          |
| 3     | Alfred Fattmann     | FRG  | 4:58:23,0          |
| 4     | Hans-Jürgen Dressel | FRG  | 4:59:12,0          |
| 5     | Erik Reib           | DNK  | 4:59:16,0          |
| 6     | Bent Hanfgarn       | DNK  | 5:14:03,0          |
| 7     | Robert Kübler       | FRG  | 5:25:22,4          |
| DNF   | Tage Larsen         | DNK  | Aufgabe nach 45 km |